# Короткоусые двукрылые
Короткоусые, или мухи (лат. Brachycera) — подотряд двукрылых насекомых, характерной чертой для которого являются укороченные антенны. Включает около 80 000 видов в составе 120 семейств. Короткоусые двукрылые значительно отличаются по поведению и экологии, среди них встречаются хищники, сапрофаги и фитофаги. В ископаемом состоянии известны с ранней юры.

## Классификация
Систематика подотряда не устоялась, в основном подотряд делят на 6 инфраотрядов:
- Asilomorpha
- Muscomorpha
- Stratiomyomorpha
- Tabanomorpha
- Vermileonomorpha
- Xylophagomorpha